# Chacun chez soi (téléfilm)
Pour les articles homonymes, voir Chacun chez soi.
Pour plus de détails, voir Fiche technique et Distribution.
Chacun chez soi est un téléfilm français réalisé par Élisabeth Rappeneau et diffusé pour la première fois en 2000.

## Synopsis
Pierre Bazeilles est un écrivain qui chez lui, n'arrive pas à terminer un roman : il a besoin de calme et le tumulte de l'appartement parisien qu'il partage avec sa compagne Laurence, et Gaëlle la fille de cette dernière, bloque son inspiration, depuis que les copains de la jeune fille ont débarqué.
Olivier, son éditeur, lui propose alors de bénéficier d'une paisible location dans la maison de campagne de Félice, sa demi-sœur célibataire qui y vit, située dans le sud de la France. Pierre pense ainsi achever son livre dans la sérénité retrouvée mais son hôte féminine est elle aussi tout ce qu'il y a de plus bruyant : elle fait de la poterie et son compresseur fait un bruit infernal.
La vie entre les deux devient impossible, faite de vacheries, jusqu'à ce que François, l'ex de Félice débarque sans prévenir et bien décidé à renouer. Pour ne pas lui céder à nouveau, elle demande à Pierre de jouer le rôle de son nouvel amant. Celui-ci accepte, mais ce qui devait arriver arriva jusqu'à ce que Laurence débarque à son tour de la capitale… 

## Fiche technique
- Titre original : Chacun chez soi
- Réalisateur : Élisabeth Rappeneau
- Producteur : Odile McDonald et Alain Pancrazi
- Musique du film : Samuel Hercule
- Société de distribution : PM Holding
- Pays d'origine : France
- Genre : Film dramatique
- Durée : 90 minutes

## Distribution
- Pierre Arditi : Pierre Bazeilles
- Évelyne Bouix : Félice Chastel, la demi-sœur d'Olivier
- Christiane Millet : Laurence, la compagne de Pierre
- Philippe Magnan : Olivier, l'ami et éditeur de Pierre
- Antoine Duléry : François, l'ex-mari de Félice
- Babsie Steger : Inge, la nouvelle petite amie suédoise d'Olivier
- Diane Dassigny : Gaëlle, la fille de Laurence
- Max Boublil : Yvan, le copain toulousain de Gaëlle
- Delphine Chanéac : Annie, la copine toulousaine de Gaëlle
- Daniel Jean-Colloredo : Homme de la péniche qui a coulé
- Dominique Chiaroni : Homme du chantier
- Sophie Dolce : Madame Escoulin
- Gilbert Guerrero : Taxi du Sud